# Тревожных симптомов нет (рассказ)
«Тревожных симптомов нет» — рассказ 1963 года советского фантаста Ильи Варшавского. Рассказ носит программный характер. Им названа последняя прижизненная книга писателя (1972).

## Сюжетная линия
Столетний профессор математики Олаф Кларенс прошёл процедуру полного омоложения — подарок жене Эльзе к 75-летию свадьбы. При этом он пожелал пройти новую процедуру инверсии, стирающую из памяти всё ненужное и освобождающую память для работы. Компьютер просматривает воспоминания Кларенса и оставляет только положительные. Кларенс возвращается в университет и посрамляет Леви на его докладе. Однако дома оказывается, что он забыл своего погибшего сына, юбилей свадьбы… Эльза в шоке от произошедшего с мужем. Утром она обнаружена мёртвой после смертельной дозы морфия. Профессор не понимает случившегося: он пишет новые и новые уравнения. Леруа доволен: Операция удалась на славу. Тревожных симптомов нет.

## Критика
Как и в большинстве рассказов И.Варшавского, здесь также речь идёт о человеческом первородстве, об истинной ценности человека. Всеволод Ревич в своей статье пишет:
Что же осталось от человека после такой инверсии? От человека ничего. Перед нами всё тот же робот, над претензиями которого И. Варшавский издевался в других своих рассказах.
Однако, в отличие от весёлых «антироботных» рассказов (Роби, Вечные проблемы, Конфликт, Перпетуум мобиле, Гомункулус), рассказ «Тревожных симптомов нет» не содержит ироничного и издевательского компонента. Снижение человека до уровня робота может вызвать ужас, но не улыбку.

## Экранизация
- Рассказ был экранизирован в 8-м выпуске телеспектакля «Этот фантастический мир» (1984).